# Koronacja cara Mikołaja I na króla Polski

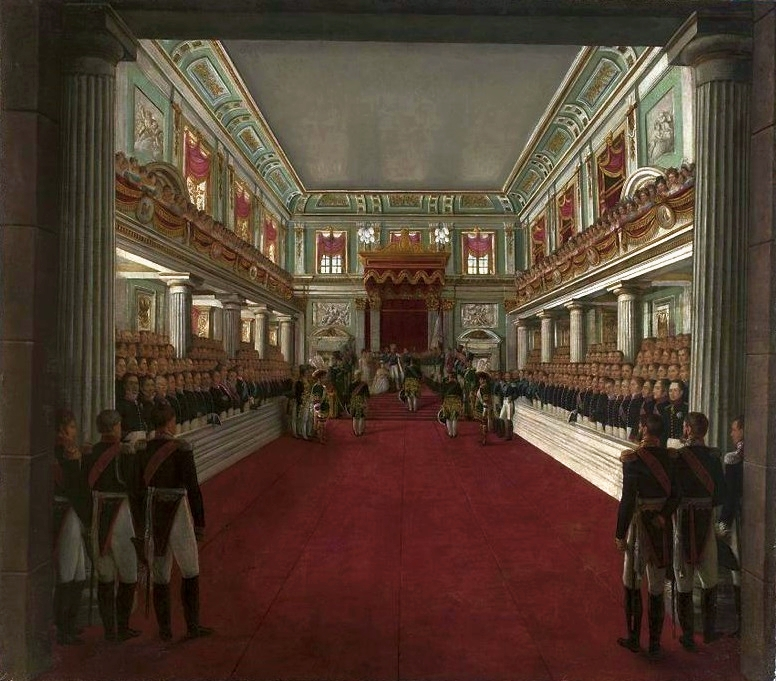
Koronacja cesarzowej i królowej Aleksandry przez Mikołaja I w Zamku Królewskim w Warszawie 24 maja 1829 roku. Obraz przypisywany Antoniemu Brodowskiemu

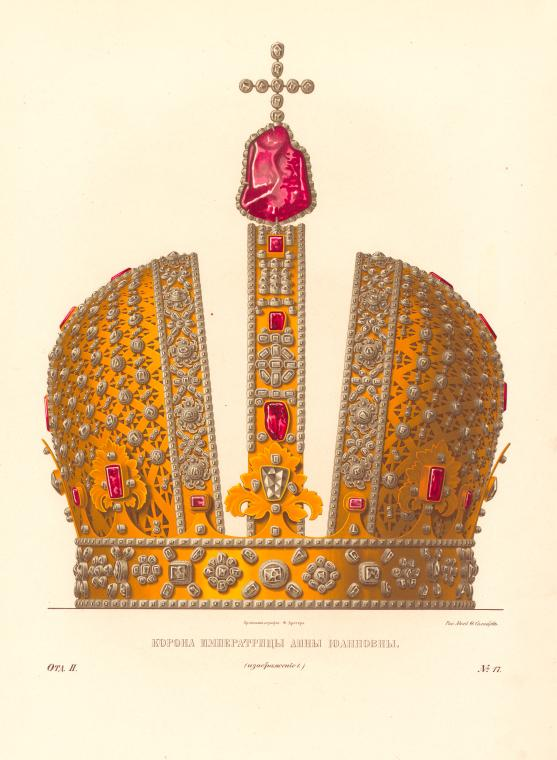
Korona cesarska Anny Iwanowny, którą koronował się na króla Polski car Mikołaj I

Koronacja cara Rosji Mikołaja I na króla Polski i jego żony cesarzowej Rosji Aleksandry Fiodorowny na królową Polski odbyła się 24 maja 1829 w Sali Senatorskiej Zamku Królewskiego w Warszawie.

## Tło historyczne
Mikołaj I Romanow wstąpił na tron rosyjski w grudniu 1825, po śmierci swojego starszego brata cara Aleksandra I. Nowy car Rosji stał się jednocześnie królem Królestwa Polskiego (kongresowego), tak bowiem głosiła konstytucja Królestwa połączonego unią personalną z Imperium Rosyjskim. Koronacja Mikołaja I niecałe cztery lata później w Warszawie była więc czysto symboliczna i opierała się na konkretnych rachubach politycznych. 
W kwietniu 1828 wybuchła wojna rosyjsko-turecka, w której początkowo Cesarska Armia Rosyjska ponosiła same klęski. Car chcąc uzyskać wsparcie Polaków z „Kongresówki”, dysponujących znakomitym Wojskiem Polskim, stojącym na wyższym poziomie od armii rosyjskiej, próbował zyskać jej wsparcie pustymi gestami, na przykład przesyłając do Warszawy chorągwie i armaty tureckie zdobyte pod Warną, co propagandowo było przedstawiane jako pomsta za śmierć króla Polski i Węgier Władysława III Warneńczyka w listopadzie 1444 podczas bitwy pod tym miastem.

## Koronacja
Minister skarbu Królestwa Polskiego Franciszek Ksawery Drucki Lubecki przekonał Mikołaja, by koronował się na króla Polski nie w Petersburgu, ale w Warszawie, oraz żeby złożył przysięgę na konstytucję. Car zgodził się na to i dekretem z 17 kwietnia 1829 zapowiedział swoją koronację w polskiej stolicy. 24 maja w Sali Senatorskiej Zamku Królewskiego w obecności posłów, senatorów, ambasadorów i wojskowych car ubrany w polski mundur wojskowy i jego małżonka zostali koronowani na władców Polski. Co warte podkreślenia Prymas Królestwa Polskiego arcybiskup Jan Paweł Woronicz, który przewodniczył uroczystości, nie włożył korony cesarskiej Anny Iwanowny użytej w czasie koronacji na głowę władcy – car Mikołaj zrobił to sam, a następnie koronował swoją żonę Aleksandrę. Podczas uroczystości koronacyjnych na Zamku Królewskim odbył się uroczysty, wspólny koncert Niccola Paganiniego i Karola Lipińskiego.

Jak wspominał pisarz Andrzej Edward Koźmian: 

Z sali senatorskiej cesarz w koronie na głowie i w płaszczu cesarskim, cesarzowa także ukoronowana, w uroczystym pochodzie (...) udali się do katedry św. Jana (...); droga, którą postępowali przez plac zamkowy i ulica wiodącą do świątyni, wyścielona była suknem pąsowym. Znaki i godła władzy monarszej nieśli urzędnicy na wspaniałych poduszkach; działa na tarasie zamkowym grzmiały; muzyki wojskowe grały marsz uroczysty...

 Planowano zamach na Mikołaja I (o czym jest mowa w Kordianie Juliusza Słowackiego), w związku z tym osobę cara oddzielono od widzów kordonem wojska, co zrobiło bardzo złe wrażenie na poddanych – zamachowcy zresztą się w końcu nie stawili. Po uroczystościach związanych z koronacją wydano obiad na 300 osób i zorganizowano zabawę dla ludu na terenie wykorzystywanym do takich celów, obecnie będącym częścią parku Ujazdowskiego.